# سفارت عربستان سعودی در تهران
سفارت عربستان سعودی در تهران
سفارت رسمی دولت عربستان سعودی در خیابان سپیدار واقع در بلوار پاکنژاد سعادت آباد، تهران است.

## حمله به سفارت
حمله به سفارت عربستان در تهران در شنبه ۱۲ دی ۱۳۹۴ پس از اعدام شیخ نمر، روحانی مخالف دولت عربستان صورت گرفت. وزارت کشور عربستان گفته‌است وی در میان ۴۷ نفری است که به اتهام ارتکاب جرائم تروریستی اعدام شده‌اند.

## بازگشایی سفارت
سفارت ایران در ریاض که پس از دی‌ماه ۱۳۹۴ در پی حمله سازماندهی‌شده به سفارت عربستان در تهران، بسته شده بود، پس از هفت سال تعطیلی و قطع روابط دیپلماتیک ایران و عربستان سعودی، در ۱۶ خرداد ۱۴۰۲، دوباره بازگشایی شد. در اردیبهشت‌ماه ۱۴۰۴، سفارت عربستان سعودی در تهران به ساختمان جدیدی در منطقهٔ سعادت‌آباد، خیابان سپیدار، منتقل شد.